# 家族戦争
『家族戦争』（かぞくせんそう）は、1973年（昭和48年）1月8日から同年3月26日まで、NET系で毎週月曜日 20:00 - 20:55の枠で放映されたテレビドラマ。全12回。

## 概要
上方人情もの、根性ものなどの作品を多く手掛けたことで知られる花登筺が、初めて書きおろしたホームドラマ。堅物の経理部長・堅井鉄夫が自分の家系が代々早死であった事実を知ったことから巻き起こった悲喜劇を、人情味を交えながら描いた。
もうすぐ定年となる経理部長の堅井鉄夫は、堅物として、また業務に忠実で1枚の伝票はもとより、家庭でも隅々まで色々チェックを欠かさないため「チェックマン」の異名で知られている。そんなある日、鉄夫は仏壇の奥から見つけた過去帳で、先祖が代々全て54歳で亡くなっている事実を知り、愕然とする。それからというもの鉄夫は酒を好んだり、脱線したり。会社でも家でも大騒動を巻き起こすほどの大変貌を遂げた。このような父の急変ぶりを怪しんだ次男の伸夫は、桂小金治司会のワイドショーに自ら出演してすべてを話すことに。

## 出演
- 堅井鉄夫：藤岡琢也
- 堅井優子（妻）：乙羽信子
- 堅井堅一（長男）：東野孝彦
- 絹川愛子（鉄夫の長女）：柏木由紀子
- 絹川光夫（愛子の夫）：関口宏
- 堅井刷子（次女）：児島美ゆき
- 堅井伸夫（次男）：山田隆夫
- 新田（刷子の恋人）：永井秀和
- ：谷幹一
- バーのホステス・ミコ：青木英美
- 門二郎（ミコの夫）：森健二
- 社長：加東大介
- 葉山金之助（大地主）：浜村純
- 葉山剛子：丘ゆり子
- あい子：大田黒久美
- 雪子：小林夕岐子
- 会社の嘱託医：加藤和夫
- ワイドショー司会者：桂小金治（第1話ゲスト）[注釈 1]
- 広野（営業部長）：有島一郎
- 小原課長：大村崑
- 吉井常務（銀行）：十朱久雄

## スタッフ
- 原作：花登筐
- 脚本：花登筐 （全話）
- 音楽：渡辺岳夫
- プロデューサー：宇野宏之
- 演出：河野宏 （全話）
- 制作：東宝株式会社、 NET

## サブタイトル
- 第1回「父よあなたは強かった！」
- 第2回「親父を粉砕しろ！」
- 第3回「町行かば肌出す女」
- 第4回「天気晴朗なれど波高し」
- 第5回「天に代わりて不義を打つ」
- 第6回「外部戦線異状有り」
- 第7回「死して我家の鬼となれ」
- 第8回「男立てずに死なりょうか」
- 第9回「平和条約を結べ」
- 第10回「チェックの響き遠ざかる」
- 第11回「鼻水すすり頭下げ」
- 最終回（第12回）「家族戦の花と散る」